# 1986年アジア競技大会におけるバスケットボール競技
1986年アジア競技大会におけるバスケットボール競技（1986ねんアジアきょうぎたいかいにおけるバスケットボールきょうぎ）は9月21日から10月4日まで行われた。

## 男子

### 最終結果
| 順位 | 国         |
| ---- | ---------- |
| 金   | 中国       |
| 銀   | 韓国       |
| 銅   | フィリピン |
| 4    | ヨルダン   |
| 5    | マレーシア |
| 6    | 日本       |
| 7    | クウェート |
| 8    | 香港       |

## 女子

### 最終結果
| 順位 | 国         |
| ---- | ---------- |
| 金   | 中国       |
| 銀   | 韓国       |
| 銅   | 日本       |
| 4    | マレーシア |